# Via Tiburtina

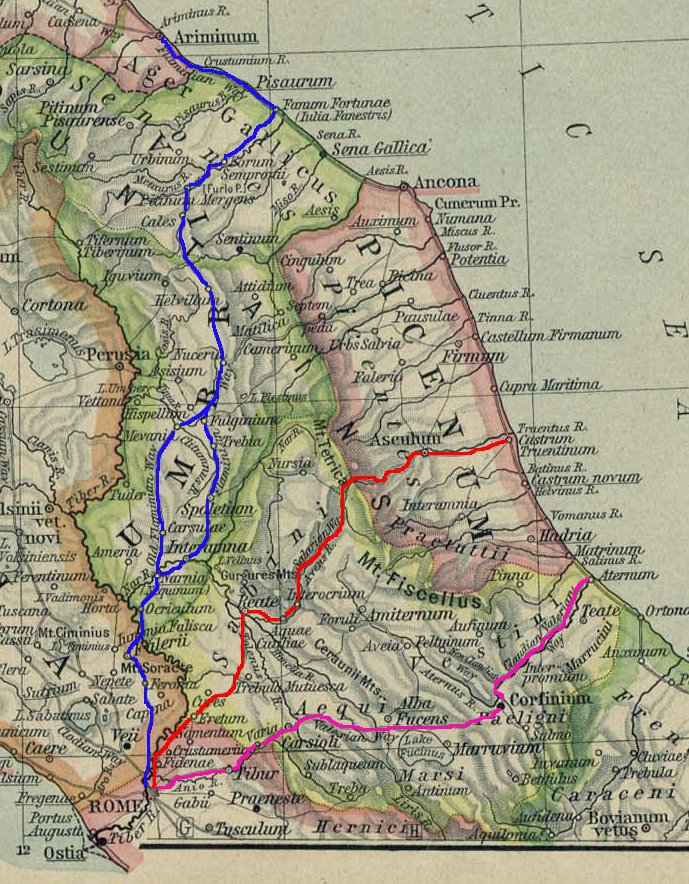
Drie belangrijke Romeinse wegen: Via Flaminia (blauw), Via Salaria (rood), Via Tiburtina (roze)

De Via Tiburtina is een heerweg uit de Romeinse tijd, die over een afstand van ongeveer 45 kilometer vanuit Rome in noordoostelijke richting naar Tivoli (Latijn:Tibur) leidt.
De weg is waarschijnlijk ontstaan ten tijde van de Latijnse Bond, tussen de 7e en 4e eeuw v.Chr. Voorbij Tibur ging de weg onder de naam Via Valeria over een afstand van 200 kilometer verder over de Apennijnen naar de Adriatische Zee. De weg eindigt tegenwoordig bij Pescara.
De Via Tiburtina verliet Rome in eerste instantie door de Porta Esquilina in de Servische Muur en na 270 door de Porta Tiburtina in de Aureliaanse Muur. De weg liep naar de tempels in Tibur en werd later door de Romeinse aristocratie gebruikt, die hun villa's in deze stad hadden gebouwd.

## Catacomben
In Rome liggen verschillende catacombecomplexen aan de Via Tiburtina, te weten:
- Catacombe van Sint-Laurentius (of Catacombe van Cyriaca)
- Catacombe van Novatianus
- Catacombe van Hippolytus
- Catacombe van Santa Sinforosa